# Desa Lengkong (administrativ by i Indonesien, Jawa Barat, lat -7,14, long 106,68)
Desa Lengkong är en administrativ by i Indonesien.   Den ligger i provinsen Jawa Barat, i den västra delen av landet, 100 km söder om huvudstaden Jakarta.